# Tram van Frankfurt (Oder)
De tram van Frankfurt (Oder) bedient sinds 1898 de stad Frankfurt (Oder) in de Duitse deelstaat Brandenburg. Dit 19,5 km lange net wordt bediend door drie hoofdlijnen, aangevuld door twee versterkingslijnen.
De tram wordt uitgebaat door de Stadtverkehrsgesellschaft mbH Frankfurt (Oder).

## Geschiedenis
In 1894 kwam de aanleg van een paardentramnet met vier lijnen ter sprake. Deze lijnen zouden de markt verbinden met het station, het stadsdeel Beresinchen, het Schützenhaus en de Küstriner Straße. Gezien de paardentram op dat ogenblik al een verouderde technologie was en er elders elektrische trams hun deugdelijkheid al hadden bewezen, besliste men om ook in Frankfurt (Oder) meteen een elektrische tram aan te leggen. Het contract met AEG werd op 22 april 1896 door burgemeester Johann Paul Walther Adolph ondertekend. In 1897 begonnen de bouwwerken en op 22 januari 1898 volgde de officiële openingsrit. Een dag later startte de exploitatie op twee lijnen:
- Buschmühlenweg – Wilhelmsplatz – Magazinplatz,
- Neuer Friedhof – Wilhelmsplatz – Schützenhaus.

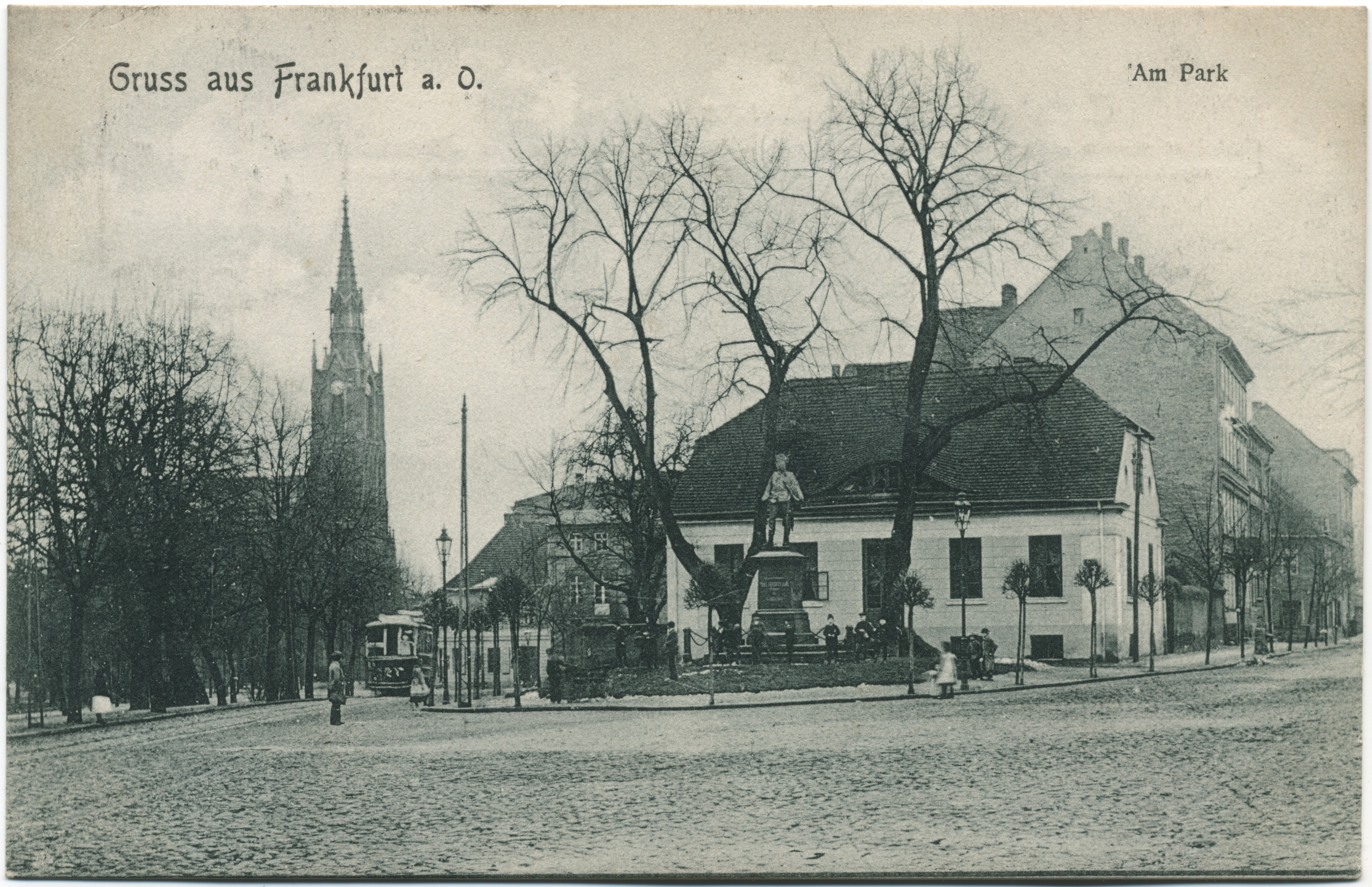
Tram nabij de Sankt Gertraudkerk, 1907

Eind 1899 kwamen ook de trajecten naar het station en naar het Paulinenhof alsook de trajectverlenging naar het slachthuis (Schlachthof) in dienst. Het net telde zodoende vier lijnen die elk een eigen kleur hadden. In 1908 volgde de volgende verlenging, ditmaal van Paulinenhof naar de Hellweg. In 1924 verrees een nieuwe eindhalte aan het station als gevolg van de verbouwing van het station en het stationsvoorplein. In 1925 werd het tramverkeer hervormd, kreeg elke lijn een nummer en werd de frequentie verhoogd. In 1927 werd lijn 2 in de Dammvorstadt van het Schützenhaus naar het Ostmarkstadion verlengd. Twee jaar later werd het tramnet aangevuld met de twee eerste buslijnen. In 1936 deinde het net verder uit met een verlenging van Hellweg tot aan Westkreuz en in hetzelfde jaar volgden nog twee extra buslijnen. Het tramverkeer werd op 22 april 1945 stopgezet als gevolg van de vijandelijkheden van de Tweede Wereldoorlog.

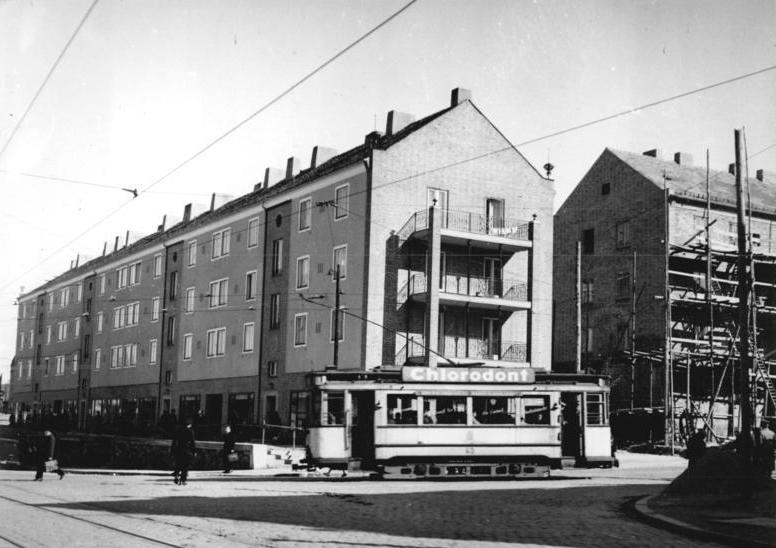
Motorwagen 43 in de Wilhelm-Pieck-Straße in 1953

Na de Tweede Wereldoorlog kwam het verkeer vanaf juli 1945 weer geleidelijk aan op gang. Het traject in de Dammvorstadt kwam niet meer in dienst terwijl het oostelijk van Oder gelegen stadsdeel nu Pools grondgebied geworden was onder de naam Słubice. Midden van de jaren 1950 kwamen de eerste nieuwe voertuigen in dienst en de binnenstedelijke trajecten werden in 1957 aangepast aan het nieuwe stratenverloop. Aan Westkreuz werd in 1966 op het toenmalige tramnet de eerste keerlus aangelegd. Andere keerlussen volgden. Gezien de tram op middellange termijn door bussen zou vervangen worden, werd het traject door de Buschmühlenweg in 1970 opgeheven. Door de oliecrisis werden de opheffingsplannen echter opgeborgen en kwamen er terug tramlijnverlengingen. Als eerste kwam in 1976 de verlenging van het Hauptfriedhof (hoofdkerkhof) naar Südring in dienst. Vier jaar later werd het traject in de Leipziger Straße (Wilhelm-Pieck-Straße) vervangen door een nieuw aangelegd traject via het station. Eén jaar later volgde het eerste deel van de lijn naar Neuberesinchen en in 1982 kwam het overige deel van dit traject in dienst. Vanaf het midden van de jaren 1980 werd de stad bediend door zes tramlijnen.

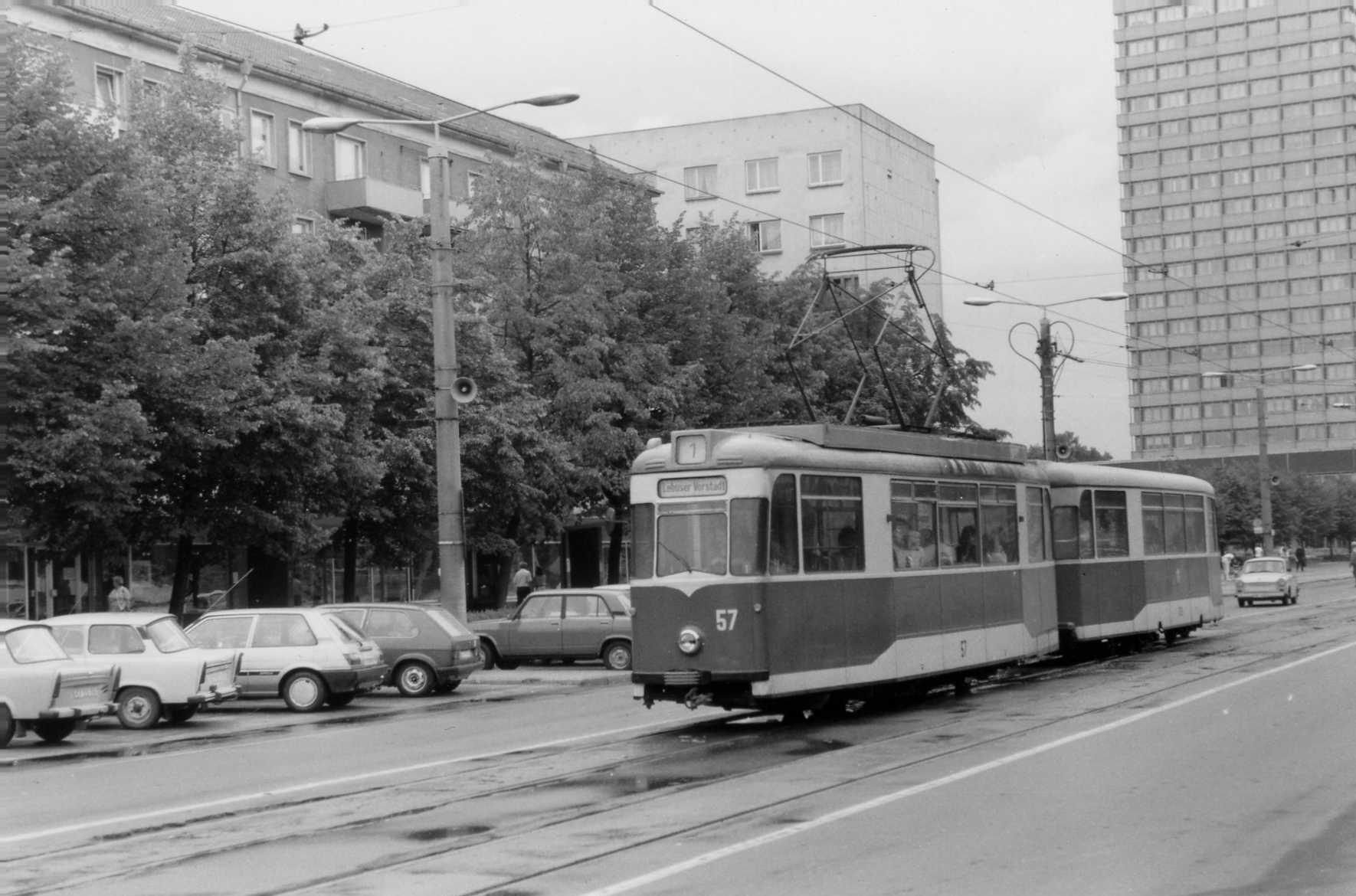
De tweeassige Gothatrams waren tot 1955 ook in Frankfurt (Oder) onmisbaar. Motorwagen 57 met bijwagen in de Karl-Marx-Straße, 1990

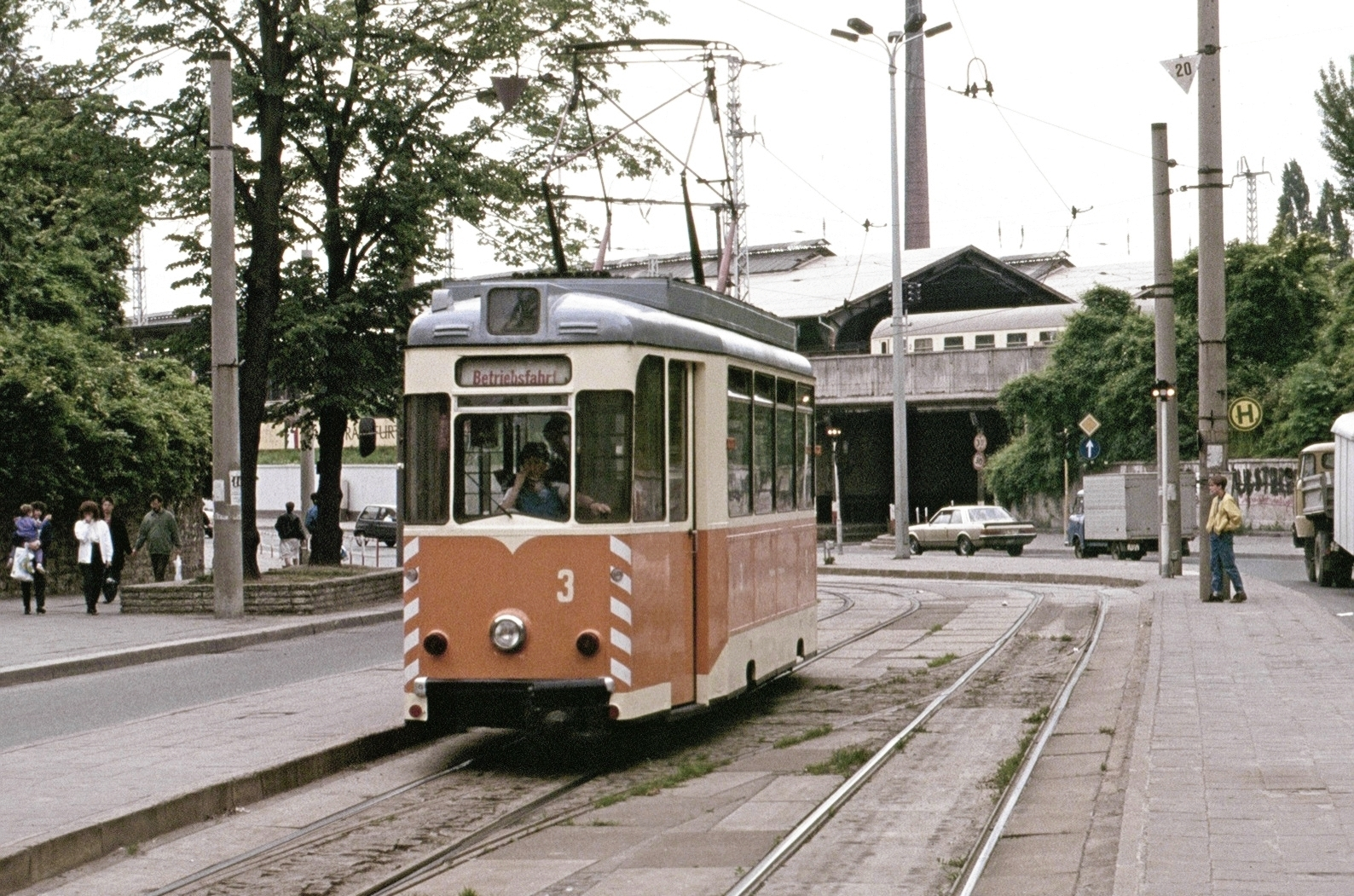
Werkmotorwagen ATw 3 voor de tunnel aan het station, 1991

- Lijn 1: Neuberesinchen – Bahnhof – Platz der Republik (thans Zentrum) – Lebuser Vorstadt
- Lijn 2: Westkreuz (thans Messegelände) – Platz der Republik – Stadion
- Lijn 3: Kopernikusstraße – Bahnhof – Platz der Republik – Lebuser Vorstadt
- Lijn 4: Kopernikusstraße – Bahnhof – Platz der Republik – Große Oderstraße (thans Europa-Universität)
- Lijn 5: Neuberesinchen – Bahnhof – Westkreuz
- Lijn 6: Neuberesinchen – Bahnhof – Platz der Republik – Große Oderstraße

Met het in dienst stellen van 22 nieuwe in Tsjechoslowakije gebouwde Tatratrams van het type KT4D, begon de tram van Frankfurt (Oder) in 1987 aan een nieuw tijdperk. Eén jaar later werd het tramnet met 5,6 km verlengd van de Kopernikusstraße tot aan de fabriek voor halfgeleiders in Markendorf, meteen de omvangrijkste verlenging in de geschiedenis van het trambedrijf. Samen met de verlengde lijnen 3 en 4, voer de nieuwe lijn 7 van Markendorf naar Neuberesinchen. Een ander nieuw traject naar de Hansawijk kwam nog even ter sprake maar de Wende en de economische ineenstorting van de regio dwarsboomden dit plan. Wel werd het bestaande net gemoderniseerd en vanaf 1993 kwamen nieuwe AEG-lagevloertrams van het type GT6M in dienst. Zij vervingen de tot 40 jaar oude tweeassige trams uit de DDR-tijd. Daarnaast werden de gelede Tatratrams gemoderniseerd. De honderd jaar oude stelplaats in de Bachgasse werd in 1998 verlaten voor een nieuwbouw in Neuberesinchen.

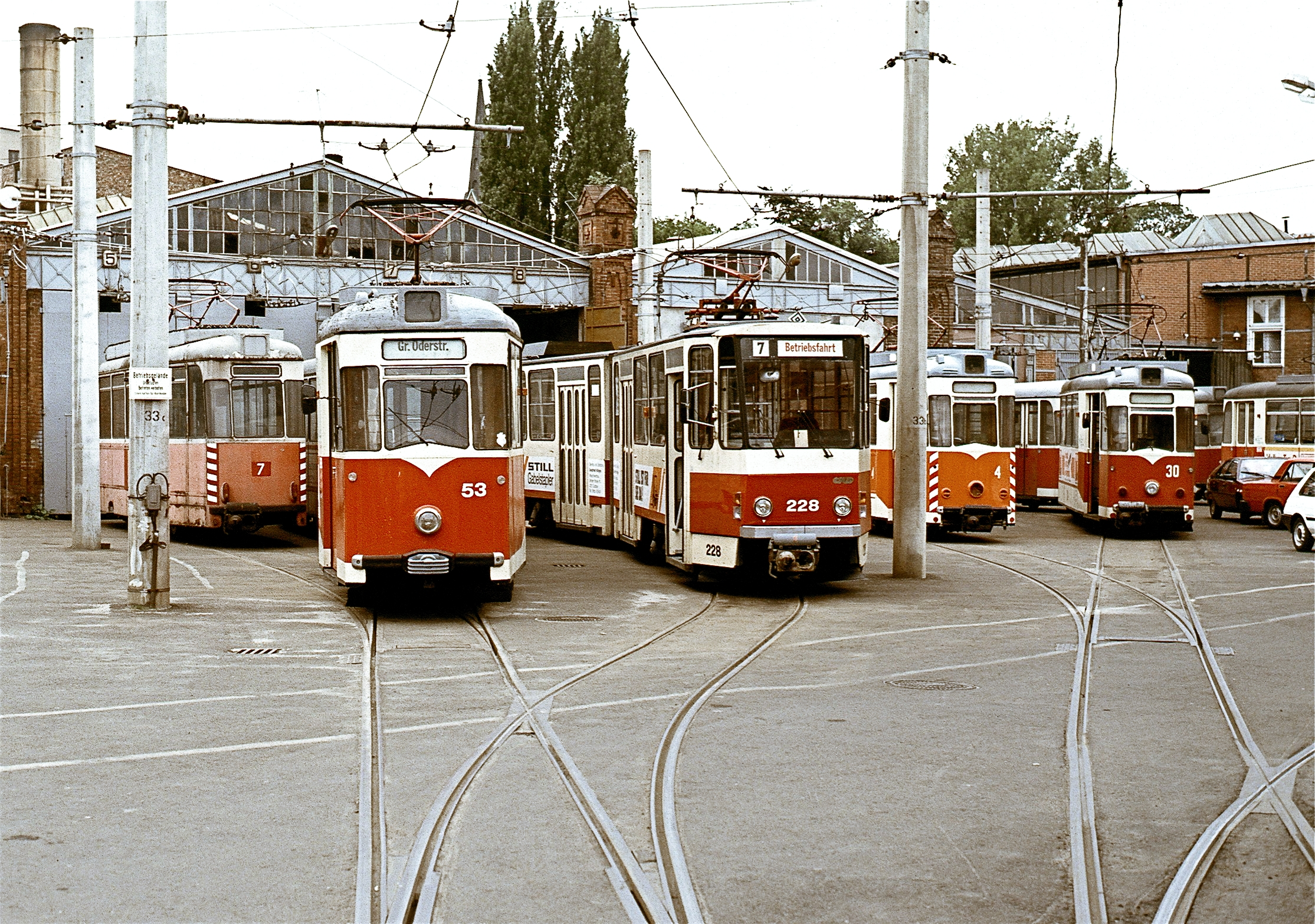
Voormalige stelplaats, Bachgasse, 1991

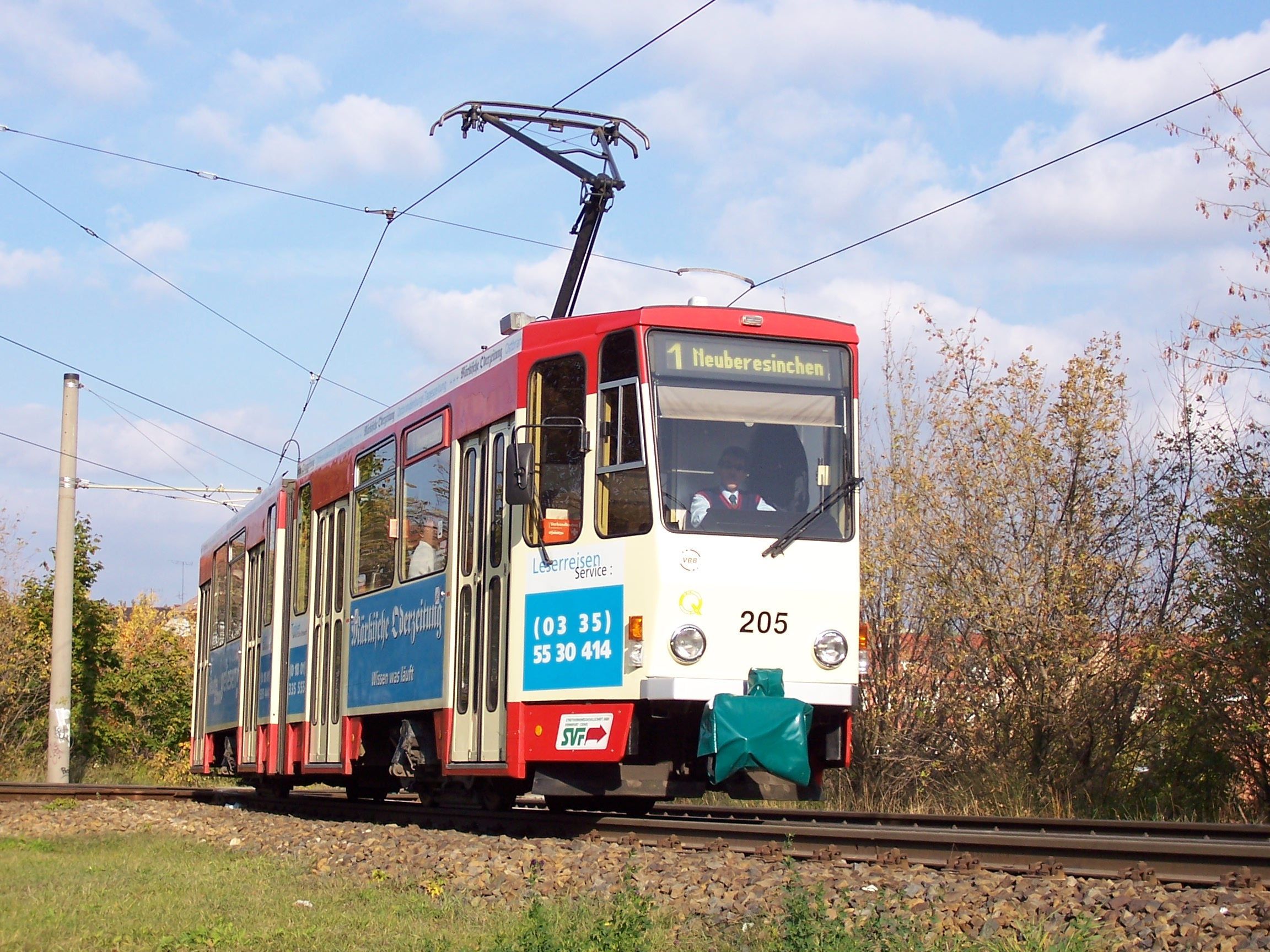
Gelede Tatratram KT4Dm in Frankfurt (Oder)

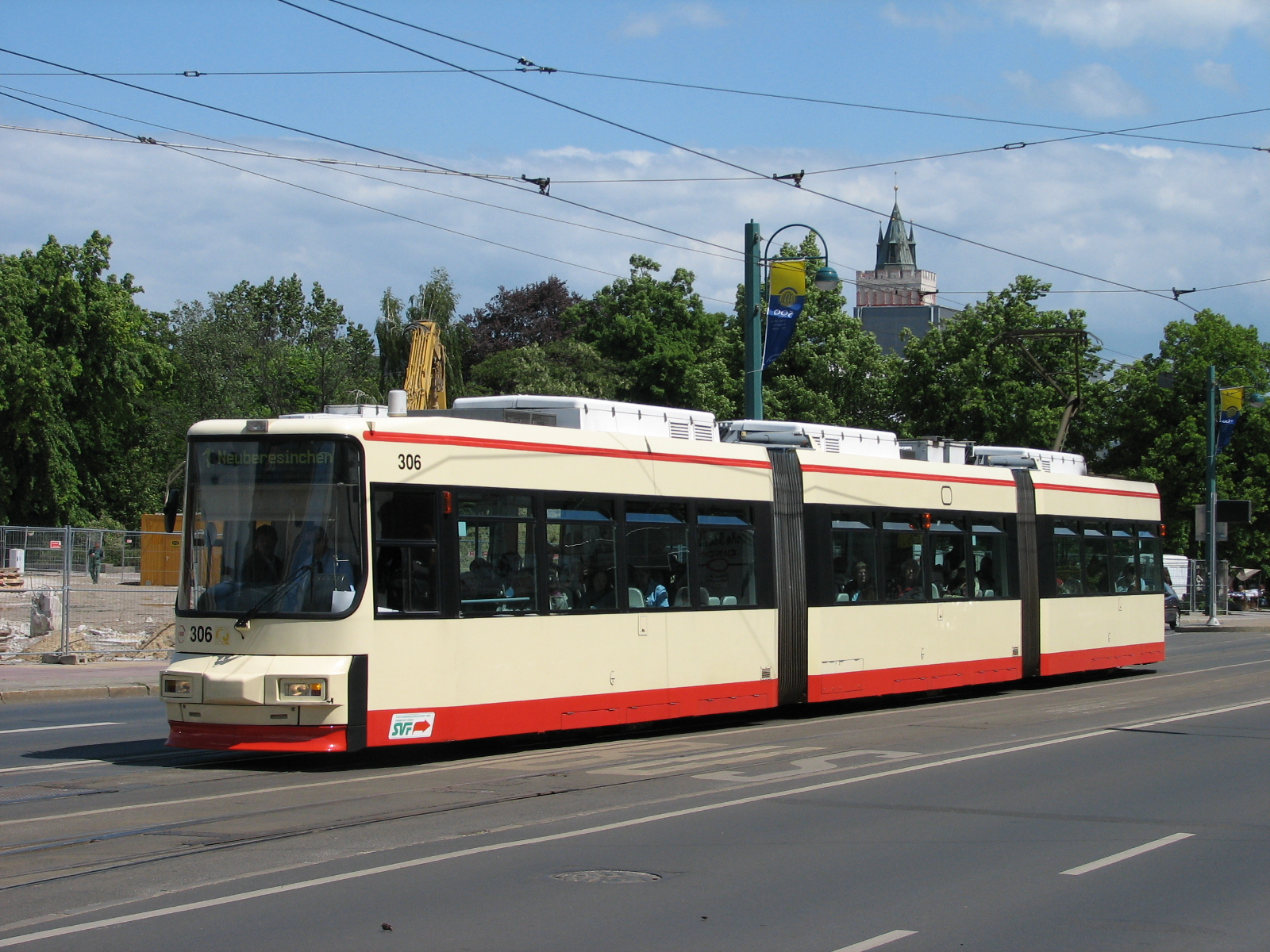
Dubbelgelede AEG-tram GT6M in Frankfurt (Oder)

Op 3 februari 2005 besliste de gemeenteraad met een kleine meerderheid om het tramnet uit te breiden naar de over de Oder en over de grens gelegen Poolse stad Słubice. De bouw van deze verlenging werd echter begin 2006 door een niet-bindend referendum met een grote meerderheid verworpen. Als gevolg daarvan werd dit uitbreidingsplan verlaten. In december 2012 werd wel de al lang geplande buslijn 983 tussen het station van Frankfurt (Oder) en Słubice in dienst genomen.
In 2010 beschikte de stad over een tramnet met een lijnlengte van 43 km met 73 haltes, waarvan 29 integraal toegankelijk waren. Acht van de 27 tramvoertuigen, die elk circa 45.000 km per jaar afleggen, zijn lagevloerrijtuigen. Het openbaar vervoer telde in de stad in 2010 circa 10,9 miljoen reizigers.
In december 2014 drukte de directie van het trambedrijf zich opnieuw uit over de mogelijke tramverlenging naar Słubice. De verlenging zou in elk geval een doel blijven op middellange termijn gezien het aantal reizigers van de bestaande buslijn 983 elk jaar met meerdere procenten toenam en vooral tijdens het weekend altijd weer tot overbezette bussen leidde.
In september 2014 kondigde de Stadtverkehrsgesellschaft de aankoop aan van vijftien nieuwe lagevloertrams die in de jaren 2017-2022 geleidelijk aan in dienst zouden komen. Daarmee zou de stap gezet worden om te voldoen aan de wettelijke verplichting om het openbaar vervoer uiterlijk tegen 2022 integraal toegankelijk te maken. De Europese aanbesteding startte uiteindelijk in mei 2015 en resulteerde in de aankoop van dertien lagevloertrams met een optie op twee bijkomende voertuigen die vanaf december 2017 in dienst zullen komen. De oorspronkelijke intentie om een gemeenschappelijke bestelling met andere trambedrijven uit de deelstaat Brandenburg te plaatsen om zodoende een gunstiger prijs te bedingen, draaide op niets uit. De oorzaken hiervoor waren een te krappe timing en het feit dat de andere bedrijven kozen voor goedkopere oplossingen zoals de aankoop van tweedehandstrams of de modernisering van de bestaande vloot. In januari 2016 verzocht het trambedrijf de beide inschrijvers op de aanbesteding om de geldigheidstermijn van hun offerte tot 30 september 2016 te verlengen gezien de financiering van de aankoop nog niet rond was. In tegenstelling tot andere deelstaten, voorziet de deelstaat Brandenburg immers geen financiële ondersteuning voor de aankoop van nieuwe voertuigen, zodat de stad zelf volledig moet instaan voor de financiering en het aangaan van kredieten. Om de kosten te drukken zal de optie voor twee bijkomende trams niet gelicht worden zodat er uiteindelijk slechts dertien trams zullen gekocht worden. Indien ook dit niet financieel haalbaar zou zijn, zal moeten nagedacht worden over een verdere kostenreductie door de bestelling van nieuwe trams te beperken of het voorhanden zijnde park te moderniseren. Maar daardoor zullen de kosten op lange termijn verder stijgen.
Op 14 maart 2016 nam de gemeenteraad van Frankfurt (Oder) een principebeslissing voor het behoud van de tram. De optie om het tramnet geheel of gedeeltelijk te verbussen werd door een meerderheid verworpen. In de plaats werd beslist om vier varianten te onderzoeken voor de aankoop van dertien nieuwe trams. Variante 1 komt overeen met het oorspronkelijke plan om de dertien trams aan te kopen in de periode 2017-2021. Variant 2, die de voorkeur geniet, voorziet de aankoop van zes nieuwe trams in 2021. Daarnaast zullen zeven gelede Tatratrams worden gemoderniseerd in afwachting van de aankoop in de jaren 2027-2029 van de zeven overige lagevloertrams. Daarmee legt het trambedrijf zijn hoop bij de toekomstige deelstaatregering van Brandenburg die de subsidie van nieuwe trams mogelijks weer invoert. Het resultaat van dit onderzoek zal op 23 juni 2016 worden ingediend zodat een beslissing mogelijk is tegen 30 september 2016.

## Net 2017
| Lijn | Reisweg                                            | Lengte  | Haltes | Reistijd | Gemiddelde snelheid |
| ---- | -------------------------------------------------- | ------- | ------ | -------- | ------------------- |
| 1    | Neuberesinchen ↔ Stadion                           | 4,9 km  | 11     | 16 min   | 18,4 km/h           |
| 2    | Messegelände ↔ Europa-Universität                  | 4 km    | 13     | 15 min   | 16 km/h             |
| 3    | Europa-Universität ↔ Kopernikusstraße / Markendorf | 10 km   | 18     | 26 min   | 23,1 km/h           |
| 4    | Lebuser Vorstadt ↔ Markendorf Ort                  | 11,9 km | 22     | 32 min   | 22,3 km/h           |
| 5    | Messegelände ↔ Neuberesinchen                      | 6,8 km  | 16     | 20 min   | 20,4 km/h           |

De drie tramhoofdlijnen 1, 2 en 4 rijden dagelijks van 4.00 tot 23.30 uur met
- een 20 minuten frequentie: van maandag tot vrijdag van 6.00 tot 19.00 uur en op zaterdag van 8.30 tot 15.00 uur,
- een 30 minuten frequentie: op zon- en feestdagen gedurende de hele dag vanaf 6.00 uur, van maandag tot zaterdag in de tijdsvensters voor en na de 20 minuten frequentie.

Lijn 1 rijdt van het nieuwbouwgebied Neuberesinchen via het centrum naar stadion. De helft van de ritten wordt afwisselend bediend door een lagevloertram.
Lijn 2 verbindt de universiteitscampus (hoofdgebouwen, de Audimax en de Marion Gräfin Dönhoffgebouwen) via het taalcentrum in de Witzlebenstraße met het beurscomplex (Messegelände). Op werkdagen wordt de lijn bediend door niet-gekoppelde gelede Tatratrams KT4Dm en lagevloertrams GT6M. In het weekend komen uitsluitend gelede GT6M-trams in het straatbeeld.
Lijn 3 dient ter versterking van lijn 4 en rijdt van maandag tot vrijdag tussen de Europa-universiteit via de Südring naar de Kopernikusstraße. In de spitsuren rijdt lijn 3 om de 20 minuten verder via het Technologiepark en de kliniek (Klinikum) naar Markendorf (Ort). Op de lijn komen zowel GT6M- als KT4Dm-trams voor.
Lijn 4 is een hoofdlijn en verbindt het Lebuser Vorstadt in het Noorden van de stad via het station, de Südring en de Solarfabrieken met Markendorf (Ort). Zoals lijn 3 wordt deze eveneens uitgebaat met KT4Dm Tatratrams en GT6M lagevloertrams. In het weekend komen echter hoofdzakelijk lagevloertrams in actie.
Lijn 5 is een tangentiële lijn die het stadscentrum links laat liggen. De lijn vertrekt in het nieuwbouwgebied Neuberesinchen en rijdt via het station naar het beurscomplex. Het centrum is bereikbaar mits een overstap aan Dresdener Platz of aan het station. De lijn wordt op werkdagen om de 20 minuten bediend door KT4Dm Tatratrams of GT6M lagevloertrams.